# Muirchú maccu Machtheni
Muirchú maccu Machtheni war ein irischer Mönch und Schreiber des 7. Jahrhunderts. Er verfasste „Das Leben des Heiligen Patrick von Irland“, Vita sancti Patricii, welche die frühest erhaltene Vita über den Heiligen ist. Eine Kopie dieser Vita findet sich im berühmten Buch von Armagh (Bibliothek des Trinity College in Dublin, MS 52).